# Alenka Rebula Tuta
Alenka Rebula Tuta, slovenska pesnica, pisateljica in strokovnjakinja na področju psihologije, *14. april 1953, Loka pri Zidanem mostu, Slovenija.

## Življenjepis
Alenka Rebula se je rodila v Loki, oče je bil Alojz in mati Zora Tavčar. Obvezno šolanje je opravila v slovenskih šolah na Opčinah nad Trstom, nato je maturirala na klasičnem liceju »F. Prešeren« v Trstu in je leta 1978 zaključila študij filozofije na psihološki smeri leposlovne fakultete tržaške univerze. Že kot dijakinja je sodelovala v Slovenskem kulturnem klubu (bila je predsednica med leti 1969 -1971) in tudi pri slovenski skavtski organizaciji. Po diplomi je delovala kot psihologinja, nato pa poučevala družbene vede na družboslovnem liceju »A. M. Slomšek« v Trstu. Junija leta 1975 se je omožila s publicistom, radijskim urednikom in režiserjem Igorjem Tuto, s katerim sta imela tri otroke, živijo v Sesljanu ob Trstu.

## Delo
Alenka Rebula je že zgodaj začela z objavo literarnih prispevkov, člankov in esejev, pisala ja za Novi list, Katoliški glas, Primorski dnevnik, Mladiko, Zaliv, Jambor (skavtsko ime Potonika) in Znamenje, kjer je bila 1978–84 v izdajateljskem svetu. Na Radiu Trst A je sodelovala z zapisi, novelami, rubrikami, pripravila je cele nize oddaj o psihologiji.
Ukvarja se pretežno z globinsko psihologijo in z vprašanji vzgoje ter izobraževanja, samovzgoje in družbene kritike. 
Leta 1999 je izdala knjigo Globine, ki so nas rodile. Gre za prvo delo v slovenskem kulturnem prostoru, ki se otroštva ne loteva z odtujenim analitičnim aparatom psihologije, pač pa se mu posveča, s senzibilnostostjo do otrokovega doživljajskega sveta, izključno z vidika doživljanja otroka od novorojenčka dalje. Delo je leta 2009 doživelo ponatis .
Leta 2007 je izdala uspešnico-priročnik za samovzgojo Blagor ženskam. Redno vodi tečaje in ima predavanja v Sloveniji in Avstriji. 
O samovzgoji pravi: »Ključno vprašanje kulture je po mojem mnenju ozaveščenje odnosa do otroštva, iz katerega raste osebna in skupna usoda. Samovzgoja odraslih pa je bistvenega pomena za civilizacijski premik od kulture duhovnega pomanjkanja in nasilja do kulture miru in duhovnega blagostanja.« (vir: Enciklopedija Slovenije)
V letu 2010 je bil posnet dokumentarni film "Otroštvo" o pomenu in aktualnosti dela "Globine, ki so nas rodile" in dela njene soimenjakinje Alenke Puhar "Prvotno besedilo življenja".
Njene knjige so doživele mnogo ponatisov.
Alenka Rebula je z Josipo Prebeg ustvarila spletno stran (Najina dežela Vere vase), s katero skuša pomagati ljudem v stiski.

## Pesniške zbirke
- Mavrični ščit, 1983, Trst : ZTT.[8]
- V naročju, 2009, Trst : ZTT.[9]

V antologijah:
- Antologija slovenskih pesnic, Ljubljana : Tuma, 2004
- Pesniki dveh manjšin, Koper : Italijanska unija, 2006

## Strokovna literatura
- Globine, ki so nas rodile, zgodnje otroštvo v otroku in odraslem, 1998, Celovec-Ljubljana-Trst : Mohorjeva založba.[10][11]
- Blagor ženskam, 2007, Trst : ZTT.[12]
- Sto obrazov notranje moči, 2010, Ljubljana, MK.[13]
- Vera vase : potovanje v nove svetove, ki jih še niste odkrili in ki prebujajo najlepše v življenju (z Josipo Prebeg), 2014[14]